# Antonio Apud
Antonio Apud Nieves (Tucumán, Argentina, 17 de septiembre de 1967) es un exfutbolista argentino. Jugaba como centrocampista.
Antonio es hermano del también futbolista Sergio Apud.

## Trayectoria

### Atlético Tucumán

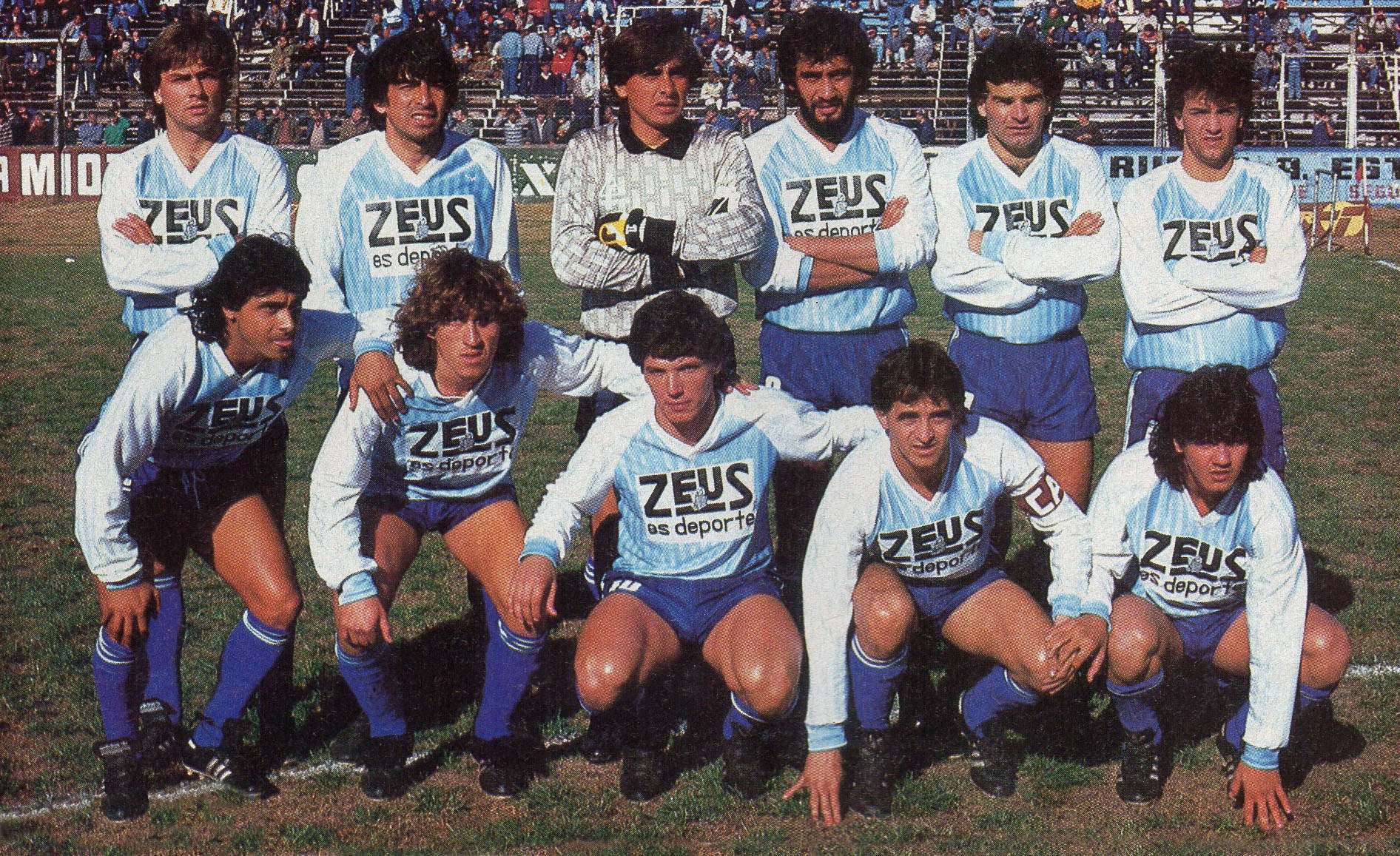
Formación de Atlético Tucumán 1987.

La comenzó en las inferiores de Atlético Tucumán que en ese entonces jugaba en la liga regional de Argentina, en la temporada 1987/88 salió campeón de aquella liga y logró un histórico ascenso a la Primera B Nacional, que es la segunda división argentina.

### Talleres
Con ese cartel fue contratado por Talleres de Córdoba para la temporada 1988/89. Salió del club dos años después con destino a Boca Juniors.

### Boca
En Boca dejó muy buenas impresiones en las temporadas que militó y en las que ayudó a conseguir el Torneo Clausura '91 y la efímera Copa Masters de Supercopa 1992. 

### Mandiyú
Para la temporada 1992/93 decidió que su destino estaba en el modesto Deportivo Mandiyú de Corrientes, donde solo estuvo seis meses.

### Santos Laguna
Llegó para la segunda vuelta de la temporada 1992/93 con Santos Laguna.
Aunque solo marcó un gol aquella temporada su juego, e incluso las faltas que provocaba, le dieron al club un respiro en la lucha por el descenso que ese año se decidió por diferencia de goles. Durante la temporada 1993/94 se volvió titular indiscutible y tras un excelente torneo logró jugar la primera final para los laguneros. La temporada 1994/95, ya como uno de los favoritos de la afición la jugó al mismo ritmo pero al final, sin saberse aún porqué, la directiva decidió ponerlo transferible.

### Veracruz
El siguiente año lo jugó en Veracruz, pero una lesión al comienzo de la temporada lo alejó casi 6 meses del torneo.

### León
Al finalizar la temporada 1995/96 se marchó a León, donde solo jugaba los últimos minutos de los partidos y nunca se llevó bien con la directiva y cuerpo técnico, que al final de esa liga le dejaron ir. El Turco decidió entonces retirarse, a los 30 recién cumplidos, pues su lesión no mejoró.

## Clubes
| Club                | País      | Año       |
| ------------------- | --------- | --------- |
| Atlético Tucumán    | Argentina | 1984-1987 |
| Talleres de Córdoba | Argentina | 1987-1990 |
| Boca Juniors        | Argentina | 1990-1992 |
| Deportivo Mandiyú   | Argentina | 1992      |
| Santos Laguna       | México    | 1993-1995 |
| Veracruz            | México    | 1995-1996 |
| León                | México    | 1996      |

- Datos: Q16488561